# Mine d'argent et d'arsenic du Bosberty
La mine d'argent et d'arsenic du Bosberty, située en France aux extrémités des communes d'Anzat-le-Luguet (Puy-de-Dôme) et de Molèdes (Cantal) fut exploitée au milieu du XIXe siècle, en plein cœur du massif du Cézallier, au milieu des alpages d'altitude.

## Histoire
Dans le premier tiers du XIXe siècle, une fièvre minière s’est emparée de la région du Cézallier et des vallées qui le traversent ou l'enserrent. En 1837, une concession d’exploitation fut accordée à la Mine d'argent et d'arsenic du Bosberty, située aux extrémités des communes d'Anzat-le-Luguet (Puy-de-Dôme) et de Molèdes (Cantal) pour laquelle une petite usine de traitement du minerai fut construite.
La concession d’exploitation de la Mine d'argent et d'arsenic du Bosberty fut accordée en 1837 et elle est désormais cachée par une abondante végétation. Le propriétaire de la concession de Baubertie, Pierre Boudon, de Brioude, possédait déjà, depuis 1836, la concession de la mine d’Antimoine dite de “La Forge”, de 641 hectares et située également sur le territoire de la commune d'Anzat-le-Luguet. C'était aussi à Pierre Boudon que revenait la concession d'antimoine de la contrée voisine de Lubilhac (Haute-loire) d’une surface de 810 hectares
La transformation du minerai avait été implantée à 200 mètres du site d’extraction, sur un replat longeant le ruisseau du Barthonnet, à l’endroit même où fonctionnait antérieurement le petit moulin à seigle Venot. L'usine a opéré la construction d'une cheminée de 33 mètres de haut, à pans carrés et pyramidale, seul vestige désormais visible, composée de grosses pierres extraites de roches gneissiques prélevées dans le secteur, ajustées sans joint de maçonnerie. Au Bosberty, l’antimoine fut aussi exploité, après la vente de la concession par le propriétaire de la Mine d’antimoine d'Anzat-le-Luguet, toute proche. Les minerais, associés à ceux d'argent et d'arsenic, étaient transportés au Moulin de Venot afin d’extraire l’antimoine, utilisés pour certains produits (peinture), mais leur lavage avait pour conséquence la diffusion d’arsenic, très toxique pour l’homme et les animaux, dans le ruisseau situé à proximité de la cheminée.
Les minerais sortis de la mine étaient transportés au Moulin de Venot afin d’extraire l’antimoine. Ce dernier était intégré dans la composition de certains produits (peinture). Mais, le lavage des minerais aurait eu pour conséquence la diffusion d’arsenic dans le ruisseau situé à proximité de la cheminée, très toxique pour l’homme et les animaux.
Ce hameau était orthographié "Baubertie" du temps de l’activité de sa petite mine. De  la mine, située à 300 mètres au sud-ouest de Baubertie, au creux d’un petit vallon, en direction d’un bouquet de petits hêtres très ouvert, il  subsiste un  petit monticule clairement visible, halde de couleur jaunâtre et dénudée, conséquente de la corrosivité des sels Arsenicaux, ne paraissant toutefois pas poser un problème particulier à l’environnement.
Durant trois ans, trois mille quintaux de minerais d’arsenic seront extraits, démontrant une certaine rentabilité du gisement du Bosberty. D'une superficie d’environ 51 hectares, la concession est vendue à Pierre Boudon, déjà propriétaire de la Mine d’antimoine d'Anzat-le-Luguet. Celui-ci cédera ses droits au fondateur de la Société minière de Bosberty, Henry-Jules Borie, ingénieur civil des mines, demeurant au Puy-en-Velay. La constitution de cette société s’est faite le 14 février 1838.
Le site minier est désormais caché par une abondante végétation.